# Довгий Острів
До́вгий О́стрів (рос. Долгий Остров, чув. Ыхра Çырми) — присілок у складі Батиревського району Чувашії, Росія. Адміністративний центр Довгоострівського сільського поселення.
Населення — 874 особи (2010; 861 у 2002).
Національний склад:
- татари — 100 %